# Emilio Materassi

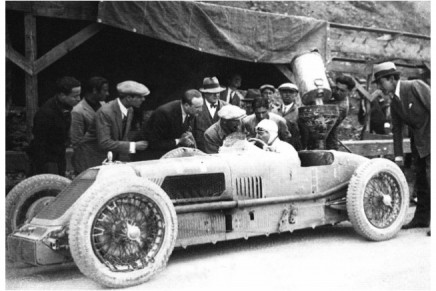
Emilio Materassi au GP d'Italie 1928, sur Talbot Darracq 700 (peu avant son décès en course).

Emilio Materassi (né le 30 octobre 1894 à Borgo San Lorenzo dans la province de Florence en Toscane et mort le 9 septembre 1928 sur le circuit de Monza à plus de 33 ans lors du Grand Prix d'Italie au volant d'une Talbot) est un pilote automobile italien.

## Biographie
Il commença par travailler chez un marchand de cycles, puis il devint mécanicien dans un garage. Il reprit alors le commerce familial de vente de vins, de cordes et de ficelles, tout en devenant chauffeur municipal.
Il débuta en course au Grand Prix organisé alors sur le circuit de Brescia en septembre 1921 avec une Itala, puis il termina 8e au Circuit de Mugello.
En 1923 il ouvrit à Florence l'Autogarage Nazionale grâce à quelques amis, devenant concessionnaire toujours avec Itala. Achetant à ce dernier un moteur d'avion Hispano-Suiza 3 Litre à bas prix, il entreprit de construire une voiture appelée Italona sur un châssis d'Itala. Quoiqu'assez lourd (2 tonnes), son puissant véhicule obtint de bons résultats en courses de côte. Il remporta avec de 1924 à 1926 deux GP de Mugello, trois côtes de Pistoia, et deux GP du Monténégro successifs, lui valant le surnom de Re del Montenegro. 
Devenu ami d'Alfieri Maserati, il disputa notamment avec les voitures de ce dernier deux Grand Prix d'Italie, en 1925 et 1926. Il fut durant ces années le grand rival national de Gaspare Bona.
En 1927, le récent chef d'équipe d'Ettore Bugatti Meo Costantini, impressionné par ses résultats, lui demanda de rejoindre son écurie. Dès sa première course il remporta le Grand Prix automobile de Tripoli sur la T35C.
En 1928 il créa son propre team, la Scuderia Materasi, avec le matériel de l'équipe Talbot qui venait de faire faillite. Il réussit à alléger les voitures d'une trentaine de kilos, et convainquit des pilotes tels Luigi Arcangeli, Antonio Brivio, Gastone Brilli-Peri ou encore Gianfranco Comotti de travailler pour lui. La même année il remporta son quatrième GP de Mugello, termina deuxième de la Coppa Acerbo en août, puis il gagna aussi sa quatrième coupe monténégrine en battant au passage Tazio Nuvolari et Giuseppe Campari.
Il décéda lors du Grand Prix d'Italie 1928 à l'autodromo Nazionale Monza sur Talbot 700, en tentant de dépasser la Bugatti T35C de Giulio Foresti dans la principale ligne droite. Il perdit alors le contrôle de son bolide lancé à plus de 200 km/h, qui alla s'écraser dans la tribune principale en tuant une vingtaine de personnes, et en blessant de nombreuses autres plus ou moins gravement. L'événement fut mené à son terme malgré tout, remporté par Louis Chiron. Il s'agit de la plus grande catastrophe en termes de vies humaines lors d'un Grand Prix. Les éditions 1929 et 1930 furent annulées.

## Palmarès

### Titre
- Champion d'Italie des conducteurs : 1927;

### Victoires
- Coppa Consuma : 1924

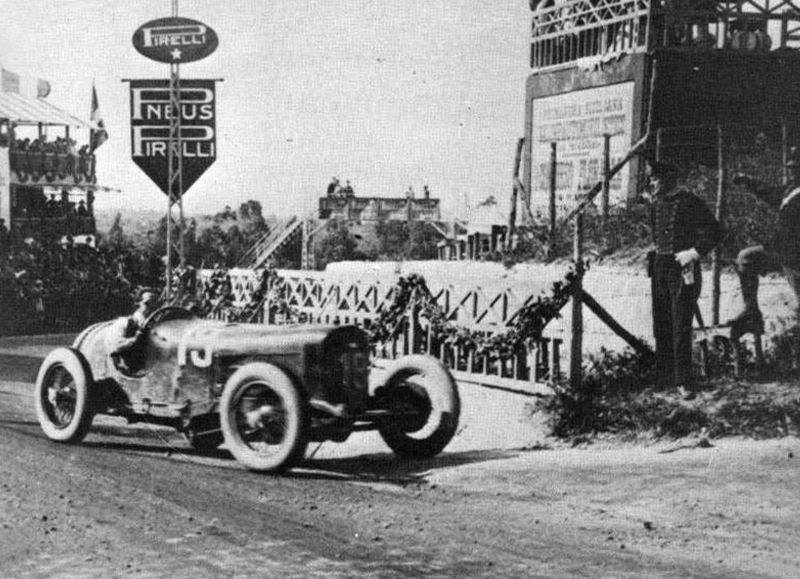
Emilio Materassi sur Hispano-Suiza à la Targa Florio de 1926...

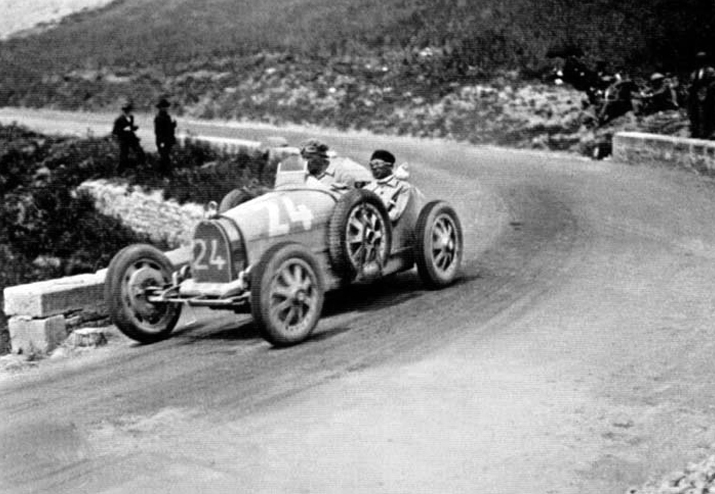
...et lors de l'édition 1927.

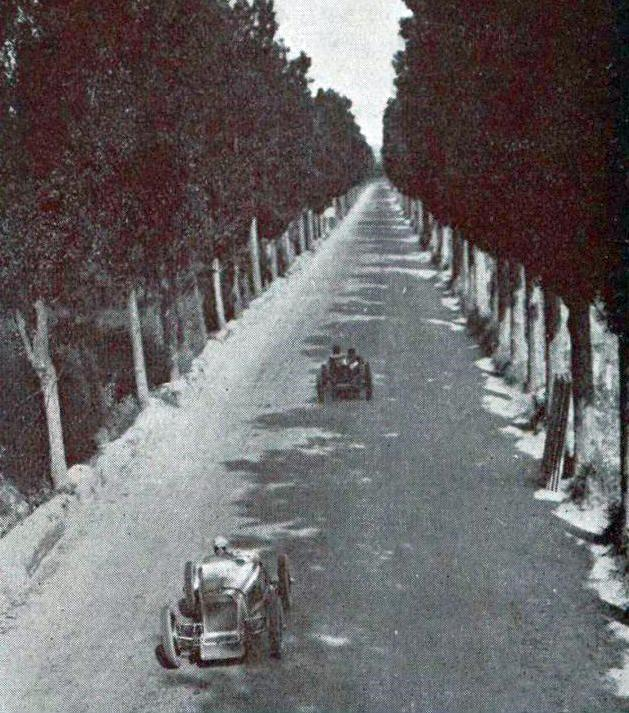
Circuit des Trois-Fontaines près de Rome, Materasi (Talbot) suivi par le futur vainqueur Chiron (Bugatti) du GP Royal d'Italie 1928.

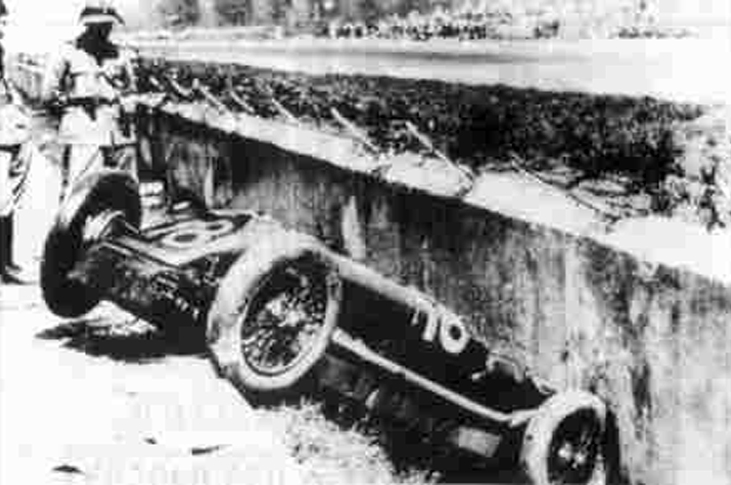
L'accident mortel d'Emilio Materassi à Monza en 1928

- Coppa Collina Pistoiese : 1924, 1925, 1926
- Coppa della Perugina : 1924, 1926, 1927
- Circuit du Savio : 1925
- Grand Prix du Mugello : 1925, 1926, 1928
- Coppa Montenero : 1925, 1926, 1927, 1928
- Coppa Ginori Circuit de Cascine : 1926
- Grand Prix de Tripoli : 1927
- Targa Florio : 1927
- Grand Prix de Bologne : 1927
- Grand Prix de Saint-Sebastian : 1927
  - 2e de la Coppa della Collina Pistoiese : 1923
  - 2e de Parma Poggio-Berceto : 1924
  - 2e du Grand Prix de Rome : 1925
  - 2e du Circuit de Pescara : 1928
  - 2e de la Coppa della Perugina : 1925
  - 3e du Crirérium de Rome : 1925
  - 3e du Grand Prix de Rome : 1928
  - 3e du Circuit de Cremone : 1928
  - 4e de la Targa Florio : 1926
  - 5e du Grand Prix d'd'Inghilterra : 1927 (circuit de Brooklands)